# Чучер
Чучер (на македонска литературна норма: Чучер Сандево) е село в Северна Македония, център на община Чучер (Чучер Сандево).

## География
Чучер е разположено в областта Църногория – югозападните покрайнини на Скопска Църна гора, на 15 километра северно от столицата Скопие.

## История
На 3 km югозападно над Чучер е античната крепост Давина кула.
В края на XIX век Чучер е българско село в Скопска каза на Османската империя. Храмът „Света Троица“ е от 1856 година. Според статистиката на Васил Кънчов от 1900 година („Македония. Етнография и статистика“) Чучер е село, населявано от 360 жители българи християни.
Цялото християнско население на селото е сърбоманско под върховенството на Цариградската патриаршия. Според патриаршеския митрополит Фирмилиан в 1902 година в селото има 75 сръбски патриаршистки къщи. Според секретен доклад на българското консулство в Скопие селото е населено със сръбски бежанци в периода 1689 – 1739 година. По данни на секретаря на Българската екзархия Димитър Мишев („La Macédoine et sa Population Chrétienne“) в 1905 година в Чучер има 640 българи патриаршисти сърбомани и в селото функционира сръбско училище.
При избухването на Балканската война в 1912 година 1 човек от Чучер е доброволец в Македоно-одринското опълчение.
След Междусъюзническата война в 1913 година селото попада в Сърбия.
На етническата си карта от 1927 година Леонард Шулце Йена показва Чучер (Čučer) като сръбско село.
На етническата си карта на Северозападна Македония в 1929 година Афанасий Селишчев отбелязва Чучер като българско село.
През Втората световна война в селото е създаден първият нелегален Народоосвободителен комитет във Вардарска Македония, а от него са набирани бойци и доставяно въоръжение на Първия скопски партизански отряд. След края на войната към името на селото е добавено Сандево в чест на родения в Чучер комунистически партизанин Александър Урдаревски, известен с прякора си Санде. Преди това обаче по времето на войната се случва сливането на селото Чучер с новосъздаденото в непосредственна близост до него селище Сандево.
Според преброяването от 2002 година Чучер има 299 жители, а според последното преброяване от 2021 година – 290 жители.
| Националност     | Всичко |
| северномакедонци | 107    |
| албанци          | ?      |
| турци            | 0      |
| роми             | 0      |
| власи            | 0      |
| сърби            | 134    |
| бошняци          | 0      |
| няма данни       | 41     |
| други            | 8      |

## Забележителности
Между селата Чучер и Баняне е разположена средновековната църква „Свети Никита“, строена около 1307 – 1308 година, в която има стенописи на майсторите Михаил и Евтихий в стила на Палеолозите, рисувани около 1320 г.

## Личности
Родени в Чучер
- Александър Урдаревски (1920 – 1943), югославски партизанин